# Пологовский сельский совет (Новосанжарский район)
Пологовский сельский совет (укр. Пологівська сільська рада) — входит в состав Новосанжарского района Полтавской области Украины.
Административный центр сельского совета находится в селе Пологи.

## История
- 1988 — дата образования.

## Населённые пункты совета
- с. Пологи
- с. Лысовка
- с. Стрижевщина